# Мервинцы
Ме́рвинцы (укр. Мервинці) — село на Украине, основанное приблизительно в 1589 году, находится в Могилёв-Подольском районе Винницкой области.
Население по переписи 2001 года составляет 350 человек. Почтовый индекс — 24063. Телефонный код — 4337.
Занимает площадь 1,6 км².

## Религия
В селе действует храм Рождества Богородицы Могилёв-Подольского благочиния Могилёв-Подольской епархии Украинской православной церкви.

## Адрес местного совета
24063, Винницкая область, Могилёв-Подольский р-н, с. Мервинцы, ул. Центральная